# 白羊座UX
白羊座UX是在北天的黃道星座白羊座的一個三合星系統。基於來自蓋亞衛星的視差測量，它距離太陽系大約165光年。主星，白羊座UX Aa，是一顆RS CVn型變星。這顆恆星的光度變化被認為是由於冷星斑和溫暖的耀斑組合，與恆星大氣層的基態溫度相對照。這種變化似乎是週期性，週期為8-9年。這顆恆星的亮度從視星等6.35到6.71不等，這意味著在理想的黑暗天空條件下，肉眼可能會間歇性地看到它。
一顆更遠的伴星，成員C，有著共同自行，並且處於相同的距離上。它是另一顆冷矮星，估計光譜等級為K2。任何一種估計的軌道都超過10萬年。

## 進階讀物
- Brinkman, Albert. . Chandra Proposal ID #02200030. 2000: 434. Bibcode:2000cxo..prop..434B.
- Drake, Stephen. . Chandra Proposal ID #01200248. 1999: 20. Bibcode:1999cxo..prop...20D.
- V. Aarum Ulvås & G. W. Henry. . Astronomy and Astrophysics. 2003.

## 外部連結
- HIP 16042 （页面存档备份，存于）
- Image HD 21242
- HIP 16042 （页面存档备份，存于）